# Anthidium himalayense
Anthidium himalayense là một loài Hymenoptera trong họ Megachilidae. Loài này được Gupta & Simlote mô tả khoa học năm 1995.